# غاري روبرتس (لاعب كرة قدم)
غاري روبرتس (بالإنجليزية: Gary Roberts)‏ (5 أبريل 1959 في المملكة المتحدة - ) هو لاعب كرة قدم بريطاني في مركز الهجوم. شارك مع منتخب ويلز تحت 21 سنة لكرة القدم. أما مع النوادي، فقد لعب مع ستيفيناغ بوروه ونادي بارنت ونادي برينتفورد وماديستون يونايتد ‏ وبرينتري تاون ونادي كامبريدج ستي وسانت ألبانز سيتي وبيشوب ستورتفورد وبلدلوك تاون ‏ وHitchin Town F.C. ‏ وWembley F.C. ‏ وويلينج يونايتد.

## وصلات خارجية
- غاري روبرتس على موقع قاعدة بيانات كرة القدم.إي يو (الإنجليزية)